# Prosincová generální stávka 1920

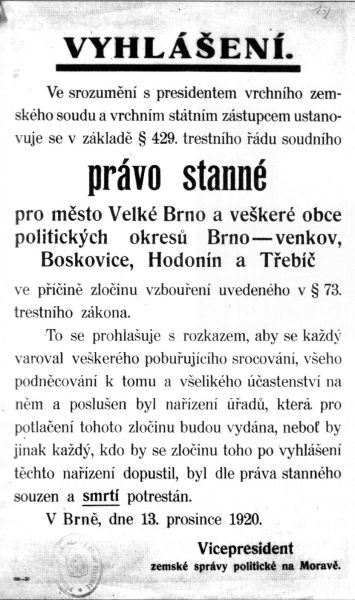
Vyhlášení stanného práva 13. prosince 1920

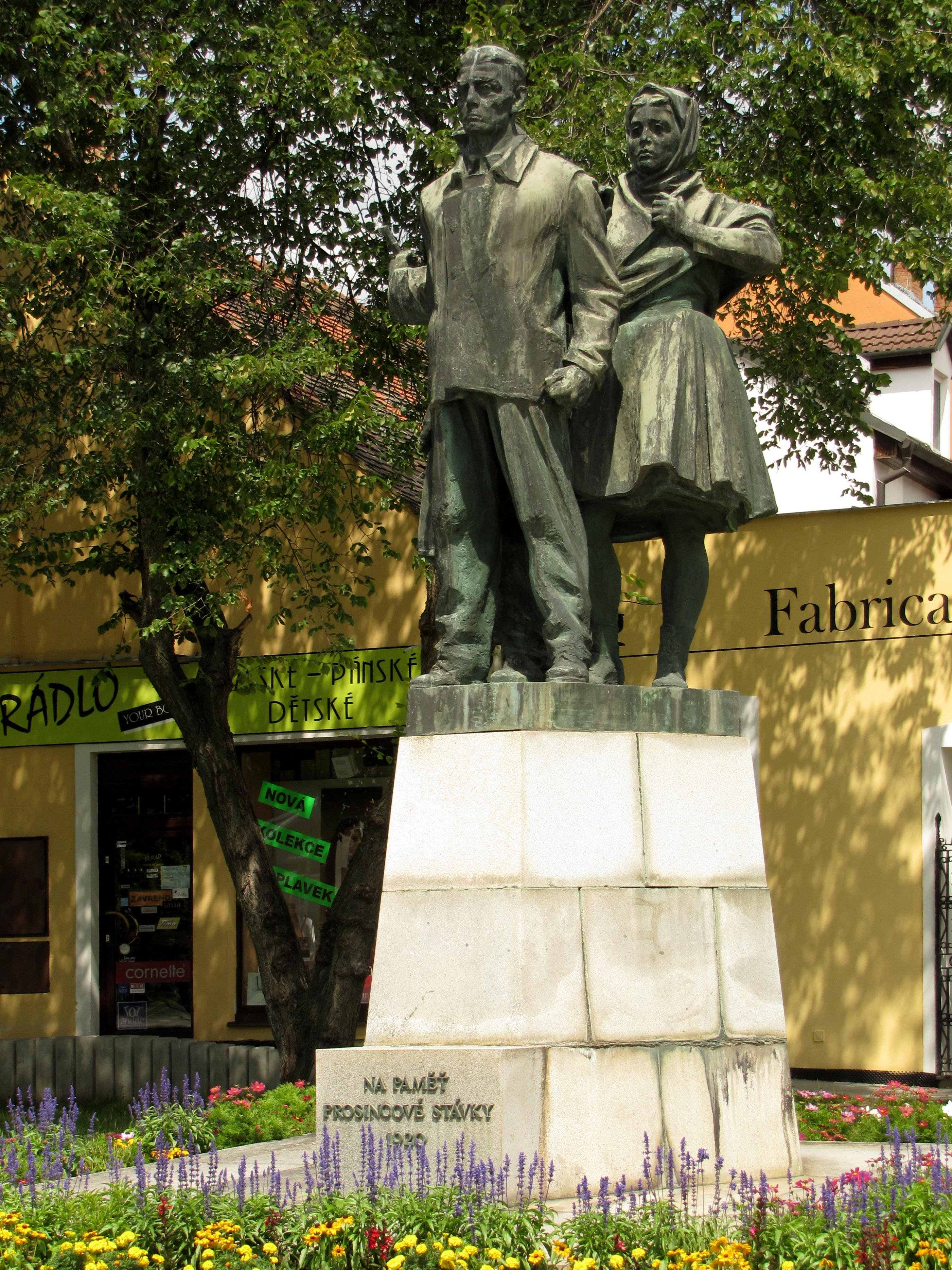
Pomník Prosincové stávky v Hodoníně

Prosincová generální stávka 1920 byla výsledkem sporu dvou frakcí v Československé sociálně demokratické straně dělnické o majetek. 

## Nástin událostí
Na počátku prosince 1920 byl policií obsazen Lidový dům, jehož formálním vlastníkem byl sociálnědemokratický předák Antonín Němec. Politické strany měly ze zákona zakázáno vlastnit nemovitosti. Státní moc zasáhla ve prospěch původního reformního křídla strany. Lidový dům ale ke své činnosti využívala levicová marxistická frakce strany. Ta v reakci na obsazení budovy vyhlásila generální stávku. Mimo to zveřejnila další požadavky, mezi jinými požadovala demisi úřednické vlády Jana Černého, zvýšení platů, vznik dělnických rad, které by se spolupodílely na řízení podniků atd.
Generální stávka se uskutečnila mezi 10. a 17. prosincem 1920. Některým oblastem (Kladensko, Hodonínsko, Třebíčsko) se nevyhnulo násilí, když se dělnictvo pokusilo o silové převzetí moci. Větší města však na stávku nereagovala. Ve státě bylo vyhlášeno stanné právo, povoláno vojsko a zatčeno na 3 000 demonstrujících. Špatně zorganizovaná stávka neměla šanci na úspěch a byla potlačena. Při potlačování stávky bylo zastřeleno 14 dělníků.

## Důsledky
Důsledkem generální stávky byl konec období nestability v politice a otevřený střet dvou frakcí v sociálnědemokratické straně. Ten vyústil ve vznik nového politického subjektu, když se levicové křídlo sociální demokracie na květnovém sjezdu 1921 prohlásilo za Komunistickou stranu Československa. Sociální demokracie ztratila většinu svých členů a oslabila svou pozici vůči dalším stranám. Role největší politické strany v ČSR se ujala Agrární strana.